# Paul Walden
Pour les articles homonymes, voir Walden.

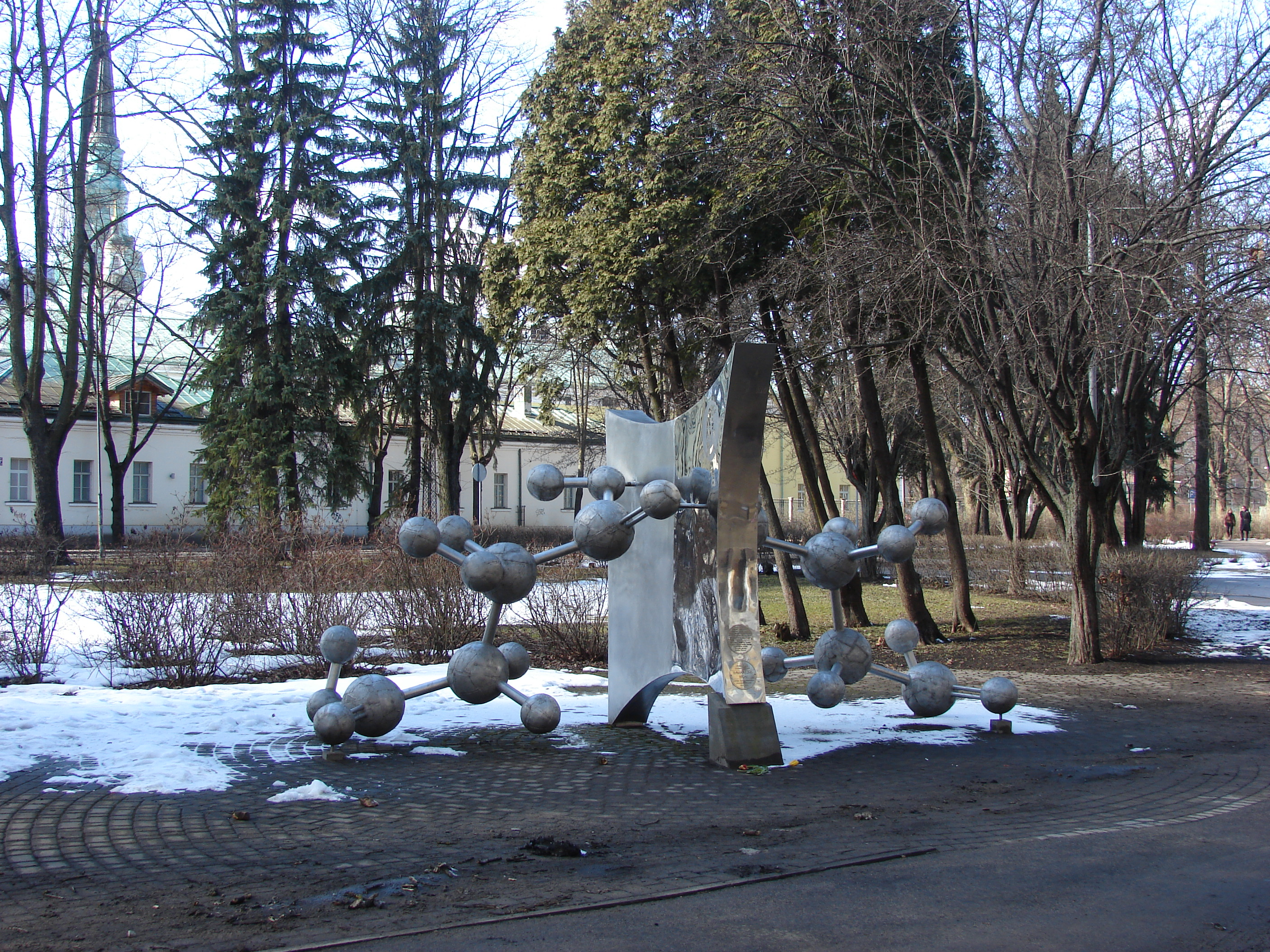
Monument de Pauls Valdens à Riga.

Paul Walden (en letton : Pauls Valdens) (28 juillet 1863 - 22 janvier 1957) est un chimiste letton qui s'intéressa plus particulièrement à la stéréochimie. L'inversion de Walden porte son nom. 

## Biographie
Né sur le domaine de Rozula le 26 juillet 1863, Paul Walden est le treizième enfant de Janis Valden (1816-1867) et de sa femme Anne, née Kreišmane. Il est baptisé dans la congrégation lettone de Straupe. Paul à quatre ans, lorsque son père décède, il sera élevé à partir de 1873 dans la famille du professeur Ehrdeman à Rubene. Il est scolarisé à l'école municipale de Cēsis, puis à l'école réale (de l'allemand Realschule - l'établissement d'enseignement secondaire) de Riga, dont il est diplômé en 1882. Élève de Wilhelm Ostwald à l'école polytechnique de Riga (diplômé en 1888) il entretiendra avec son professeur des relations professionnelles étroites plus tard. Il poursuivit ses études à l'Université de Saint-Pétersbourg et soutient sa thèse à l'Université de Leipzig sous la direction de Wilhelm Ostvalda (1891). Il obtient sa maîtrise à l'université d'Odessa en 1893.
Professeur à l'Institut polytechnique de Riga depuis 1894, il publie en 1896 dans la revue de l'association allemande de chimie un article sur la conversion des antipodes optiques, qui conduit à un tournant dans la compréhension de l'influence de la structure moléculaire sur les propriétés des composés chimiques. En 1898, il soutient sa thèse de doctorat à Saint-Pétersbourg.
En 1902-1905, Walden est le directeur de l'Institut polytechnique de Riga. En 1911-1918, il dirige le laboratoire de chimie de l'Académie des sciences de Saint-Pétersbourg et l'Institut polytechnique de Riga après son évacuation à Moscou pendant la Première Guerre mondiale (1917-1918). Après la signature du traité de Brest-Litovsk, les autorités allemandes l'invitent à diriger la Baltische Technische Hochschule à Riga en 1918, mais le gouvernement provisoire letton le nomme premier recteur de l'Université de Lettonie en 1919.
Cependant, en août 1919, Walden déménage en Allemagne. Il dirige le département de chimie minérale et de pharmacologie de l'université de Rostock. Il y devient doyen de la faculté de chimie en 1922-1923. Il est professeur adjoint de Ithaca College en 1927-1928. En 1932, il est élu membre de la Leopoldina. Professeur émérite de l'université de Rostock en 1933, il reste à son poste pendant un an encore. Il adhère au Parti national-socialiste des travailleurs allemands en 1934.
Lors de la Seconde Guerre mondiale, après les bombardements de Rostock en 1942, Walden s'installe à Berlin, puis part pour Bühl dans la Forêt-Noire en 1943. À partir de 1942, en tant que professeur invité, il enseigne l'histoire de la chimie à Francfort-sur-le-Main (1942-1944) et à l'université de Tübingen (1944, 1947, 1950-1953) pour subvenir à ses besoins, sa pension de Rostock n'étant pas payée.
Il meurt à Gammertingen dans l'état fédéral de Bade-Wurtemberg le 22 janvier 1957.